# Țarigrad
Țarigrad è un comune della Moldavia situato nel distretto di Drochia di 4.655 abitanti al censimento del 2004